# Campaña en el Mediterráneo de 1798
La campaña en el Mediterráneo de 1798 fue una serie de batallas ocurridas en el mar Mediterráneo contra la flota francesa bajo el mando del general Napoleón Bonaparte. Esta campaña se enmarca dentro de las guerras revolucionarias francesas.
Napoleón, quien tenía la intención de dominar toda Europa, quería conquistar Egipto como un primer paso para una posterior conquista de la India Británica y así forzar al Reino de Gran Bretaña a firmar la paz.

## Mayo y junio
La flota francesa partió de Tolón en mayo de 1798 con unos 40 000 soldados y cientos de barcos. Eran seguidos por una pequeña escuadra británica al mando del vicealmirante Horatio Nelson. La primera parada de los franceses fue en la isla de Malta que estaba gobernada por los caballeros de la Orden de San Juan de Jerusalén, los cuales fueron rápidamente vencidos y Napoleón dejó a algunos de sus hombres haciéndose cargo del puerto de La Valeta antes de continuar camino hacia Egipto. Cuando Nelson se enteró de que los franceses habían capturado la isla, se dio cuenta de que su siguiente objetivo sería Egipto y puso rumbo a Alejandría, a donde llegaron a finales de junio, antes que los galos.

## Julio
Incapaz de encontrar a los franceses, Nelson puso rumbo de vuelta hacia Sicilia, la cual alcanzaron el 19 de julio. Mientras tanto, Bonaparte llegaba a Alejandría capturando la ciudad. La flota francesa, bajo el mando del almirante François-Paul Brueys d'Aigalliers, permaneció en línea de batalla en la bahía de Abu Qir, mientras que los soldados marchaban hacia el interior.

## Agosto
El 1 de agosto Nelson llegó a la bahía de Abu Qir, e inmediatamente ordenó el ataque a la flota francesa, que fue sorprendida y capturado el poderoso L'Orient. La batalla, conocida como batalla del Nilo, continuó dos días más, concluyendo en un éxito británico, y dejando atrapado a Bonaparte en Egipto.

## Consecuencias
Con la flota francesa vencida, otras naciones tomaron la decisión de unirse a la Segunda Coalición (segunda unión de varios países europeos con el objetivo de contener a la Revolución francesa). Portugal, el Reino de Nápoles, el Imperio Ruso y el Imperio Otomano pusieron a sus tropas rumbo hacia el Mediterráneo. Los rusos y turcos operaron en el mar Adriático, mientras que los portugueses y napolitanos participaron en el asedio de Malta. Por último, el almirante británico John Jervis capturó Menorca, que era una importante base naval francesa.